# Спенсер, Роберт, 1-й барон Спенсер из Уормлитона
Роберт Спенсер, 1-й барон Спенсер из Уормлитона (англ. Robert Spencer, 1st Baron Spencer of Wormleighton; 1570 — 25 октября 1627) — английский пэр, дворянин, политический деятель, землевладелец и депутат из рода Спенсеров.

## Биография
Родился в имении Элторп (графство Нортгемптоншир). Единственный сын сэра Джона Спенсера (ок. 1549—1600) и Мэри Кэтлин, дочери сэра Роберта Кэтлина (ум. 1574).
В 1597—1598 годах Роберт Спенсер был членом парламента от Бракли. Занимал должности комиссара по сборам Нортгемптоншира в 1600 году и шерифа Нортгемптоншира в 1601—1602 годах. В 1601 году Роберт Спенсер стал кавалером Ордена Подвязки.
21 июля 1603 года сэр Роберт Спенсер получил от нового английского короля Якова I Стюарта титул барона Спенсера из Уормлитона (пэрство Англии).
5 августа 1607 года барон Роберт Спенсер вместе с сэром Ральфом Уинвудом представлял Англию на переговорах в Гааге о мире между Испанией и Нидерландами.

## Семья
15 февраля 1587 года в Брингтоне (Нортгемптоншир) Роберт Спенсер женился на Маргарет Уиллоуби (1564—1597), дочери сэра Фрэнсиса Уиллоуби (1547—1596) и Элизабет Литтелтон. Супруги имели в браке семь детей:
- Мэри Спенсер (крещена 24 августа 1588 — 14 июля 1658), жена сэра Ричарда Андерсона (ум. 1630)
- Элизабет Спенсер (крещена 30 ноября 1589 — 19 ноября 1618), жена сэра Джорджа Фэйна (ум. 1640)
- Сэр Джон Спенсер (6 декабря 1590 — 16 августа 1610)
- Уильям Спенсер, 2-й барон Спенсер из Уормлитона (крещен 4 января 1592 — 19 декабря 1636), женат на леди Пенелопе Ризли
- Сэр Ричард Спенсер (крещен 21 октября 1593 — 1 ноября 1661), женат на Мэри Сэндис
- Сэр Эдвард Спенсер (крещен 2 марта 1594 — 16 февраля 1655/1656), женат на Маргарет Голдсмит.
- Маргарет Спенсер (14 августа 1597 — 6 декабря 1613).